# The Head and the Hair
"The Head and the Hair" é o décimo primeiro episódio da primeira temporada da série de televisão de comédia de situação norte-americana 30 Rock. Foi dirigido por Gail Mancuso e teve o seu argumento escrito pela criadora e produtora executiva Tina Fey e pelo produtor executivo John Riggi. A sua estreia nos Estados Unidos ocorreu na noite de 18 de Janeiro de 2007 através da rede de televisão National Broadcasting Company (NBC). Dentre os artistas convidados, estão inclusos Katrina Bowden, Craig Castaldo, Peter Hermann, Brian McCann, Maulik Pancholy, Keith Powell e Lonny Ross. O ex-tenista profissional John McEnroe interpretou uma versão ficcional de si próprio.
No episódio, dois homens, um cromo (interpretado por McCann) e o outro um borracho (Hermann), captam a atenção de Liz Lemon (Fey) e Jenna Maroney (Jane Krakowski). Enquanto isso, o executivo corporativo Jack Donaghy (Alec Baldwin) e o estagiário Kenneth Parcell (Jack McBrayer) decidem trocar de cargos para o dia "Bottom's Up" celebrado no escritório do TGS with Tracy Jordan. Não obstante, Tracy Jordan (Tracy Morgan) convoca Frank Rossitano (Judah Friedlander) e James "Toofer" Spurlock (Powell) para escreverem a sua autobiografia em um dia.
Em geral, "The Head and the Hair" foi recebido com opiniões positivas pela crítica especialista em televisão de horário nobre, que principalmente elogiou o enredo de Liz e Jenna e a interpretação de McBrayer. De acordo com os dados publicados pelo sistema de registo de audiências Nielsen Ratings, o episódio foi assistido por 5 milhões de famílias durante a sua transmissão original norte-americana, e lhe foi atribuída a classificação de 2.4 e 6 de share no perfil demográfico dos telespectadores entre os 18 aos 49 anos de idade.

## Produção e desenvolvimento

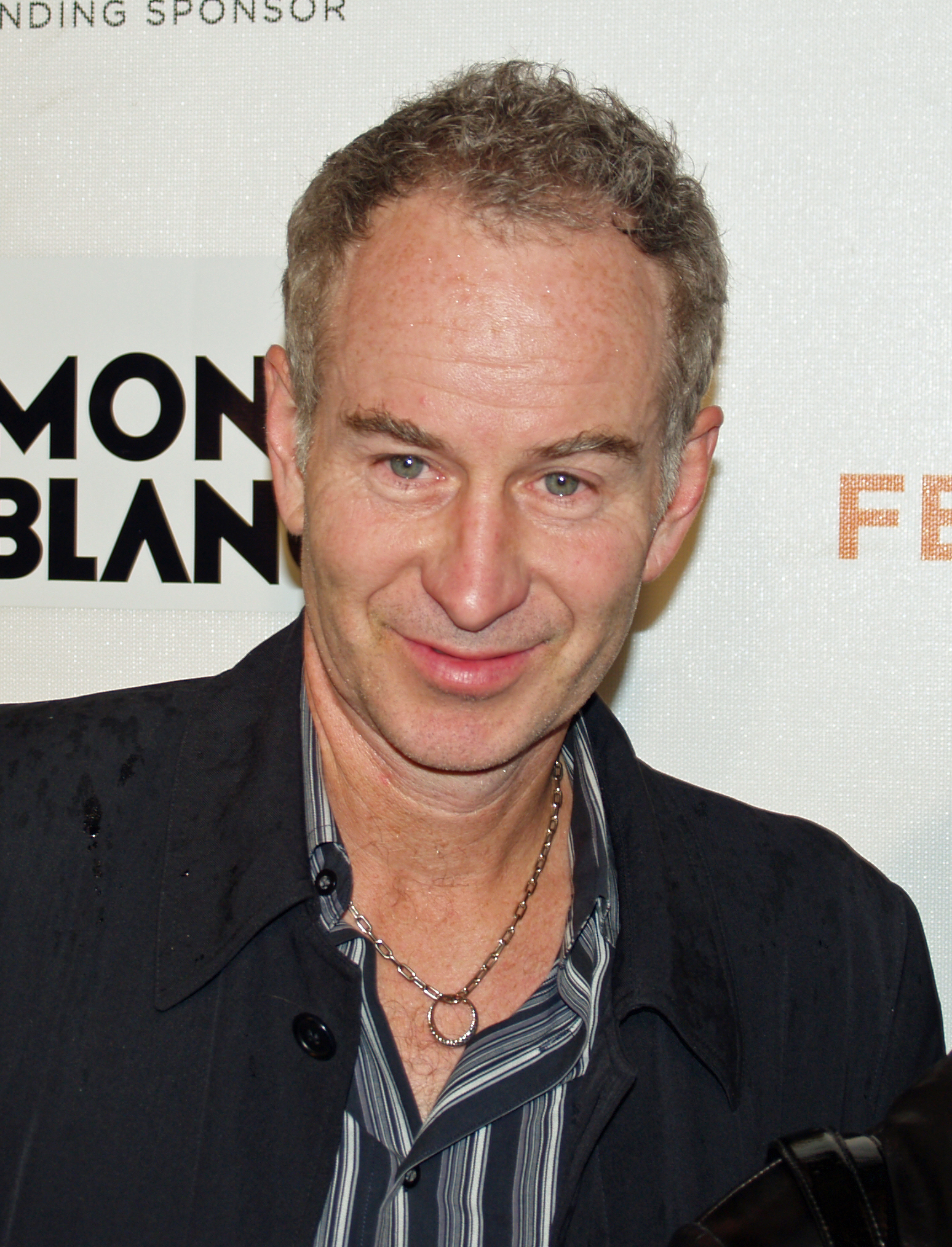
O ex-tenista profissional John McEnroe fez uma participação em "The Head and the Hair" interpretando uma versão ficcional de si mesmo.

O enredo de "The Head and the Hair" foi escrito por Fey, que além de ter criado a série, é ainda produtora executiva e actriz principal; e por John Riggi, que é também produtor executivo. A directora deste episódio foi Gail Mancuso. Esta foi a primeira colaboração de argumento entre Riggi e Fey, tendo eles mais tarde co-escrito "The Natural Order", episódio da terceira temporada. Além disso, marcou a segunda vez que Mancuso dirigia um episódio da série, após "Jack the Writer"; a quarta vez que Fey escrevia o argumento de um episódio para 30 Rock, após "Pilot", "The Aftermath" e "Tracy Does Conan"; e a estreia de Riggi como guionista do seriado.
"The Head and the Hair" apresentou a participação dos actores Brian McCann e Peter Hermann, tendo o primeiro interpretado "The Head" e o segundo "The Hair". O ex-tenista profissional John McEnroe interpretou uma versão ficcional de si próprio como o apresentador do game show Gold Case. McEnroe iria mais tarde retornar à 30 Rock fazendo aparições como ele próprio nos episódios "Gavin Volure" e "Dance Like Nobody's Watching", das terceira e sexta temporadas, respectivamente. Em uma cena de "The Head and the Hair", Kenneth vai ter com um homem que aparenta ser um sem-abrigo chamado "Moonvest", e lhe diz ter uma ideia para um game show televisivo, ao que Moonvest responde "Give me your fingernails" (em português:  "Dê-me as suas unhas"). Moonvest foi interpretado pelo actor Craig Castaldo, também conhecido por Radio Man.
Uma cena foi filmada para o episódio foi excluída da transmissão para a televisão. Ao invés disso, foi incluída no DVD da primeira temporada de 30 Rock como parte das cenas apagadas no pacote bónus. Nessa cena, Pete Hornberger (Scott Adsit) fica visivelmente chateado por alguém ter colocado papel na vasilha do lixo normal e exige saber quem o fez, uma vez que a NBC faz reciclagem. Jack e Kenneth mais tarde revelam ser os culpados. O primeiro pede desculpas por ter atirado o papel para dentro da vasilha do lixo normal, o que resulta em Pete lhe mandar vasculhar o lixo com a sua mão nua e "encontrar qualquer coisa que seja reciclável", como Jack está vestido com o uniforme de estagiário da NBC devido ao dia "Bottom's Up".

## Enredo
Liz (Fey) e Jenna (Krakowski) têm encontros sucessivos com dois homens no elevador do GE Building e acabam por ganhar interesse por eles. Sem saberem os seus nomes, decidem se referir a eles como "The Head" (McCann) e "The Hair" (Hermann). Depois de conversar com Jenna, Liz decide convidar "The Head" para um encontro. No entanto, enquanto caminhava para ir ter com ele, se depara com "The Head", que a convida para que tenham um encontro, e descobre que seu nome é Gray. Ela concorda em comparecer à abertura de um restaurante com ele. Sentindo-se desconfortável com Gray, uma vez que acredita que não namoraria alguém como ele, Liz tenta voltar para casa, mas este convence-a a ficar por mais um bocado. No dia seguinte, as coisas terminam abruptamente quando Liz encontra uma foto da sua tia-avó no apartamento de Gray e descobre que eles têm um grau de parentesco.
Enquanto isso, Tracy (Morgan), entra em pânico no escritório da equipa de funcionários do TGS pois a sua autobiografia devia ser enviada a uma editora no dia seguinte e ele ainda não tinha sequer começado a escrevê-la. Então, implora a Frank Rossitano (Judah Friedlander) e James "Toofer" Spurlock (Powell) para que o ajudem a cumprir o prazo da autobiografia, ao que eles concordam. Todavia, os argumentistas se deparam com um problema quando Tracy não consegue se recordar de grande parte da sua própria vida, e dirigem-se à Wikipédia para procurar respostas. Frank e Toofer trabalham incansavelmente no projecto, até que Tracy se recorda que na verdade nem sequer havia uma editora para o livro, fazendo assim com que o trabalho seja cancelado.
Finalmente, Jack (Baldwin) e Kenneth (McBrayer) participam do dia "Bottom's Up" no escritório do TGS. Jack tem de trabalhar no emprego de Kenneth durante um dia, para que isso o ajude a tornar-se um chefe melhor. Durante o seu tempo a trabalharem juntos, Kenneth revela a Jack a ideia de um game show chamado Gold Case, que consiste em um concorrente diferente a cada transmissão semanal tentar adivinhar entre sete pastas qual delas contém uma barra de ouro no seu interior. Jack, então, ajuda-o a vender a sua ideia à NBC. Feito isto, o episódio piloto de Gold Case tem a sua produção iniciada, com John McEnroe como o apresentador. Contudo, devido ao peso do ouro, os concorrentes rapidamente adivinhavam qual das pastas continha o ouro, devido à dificuldade que as modelos que as seguravam apresentavam ao fazê-lo. Devido a isto, o programa acabou por ser cancelado.

## Referências culturais

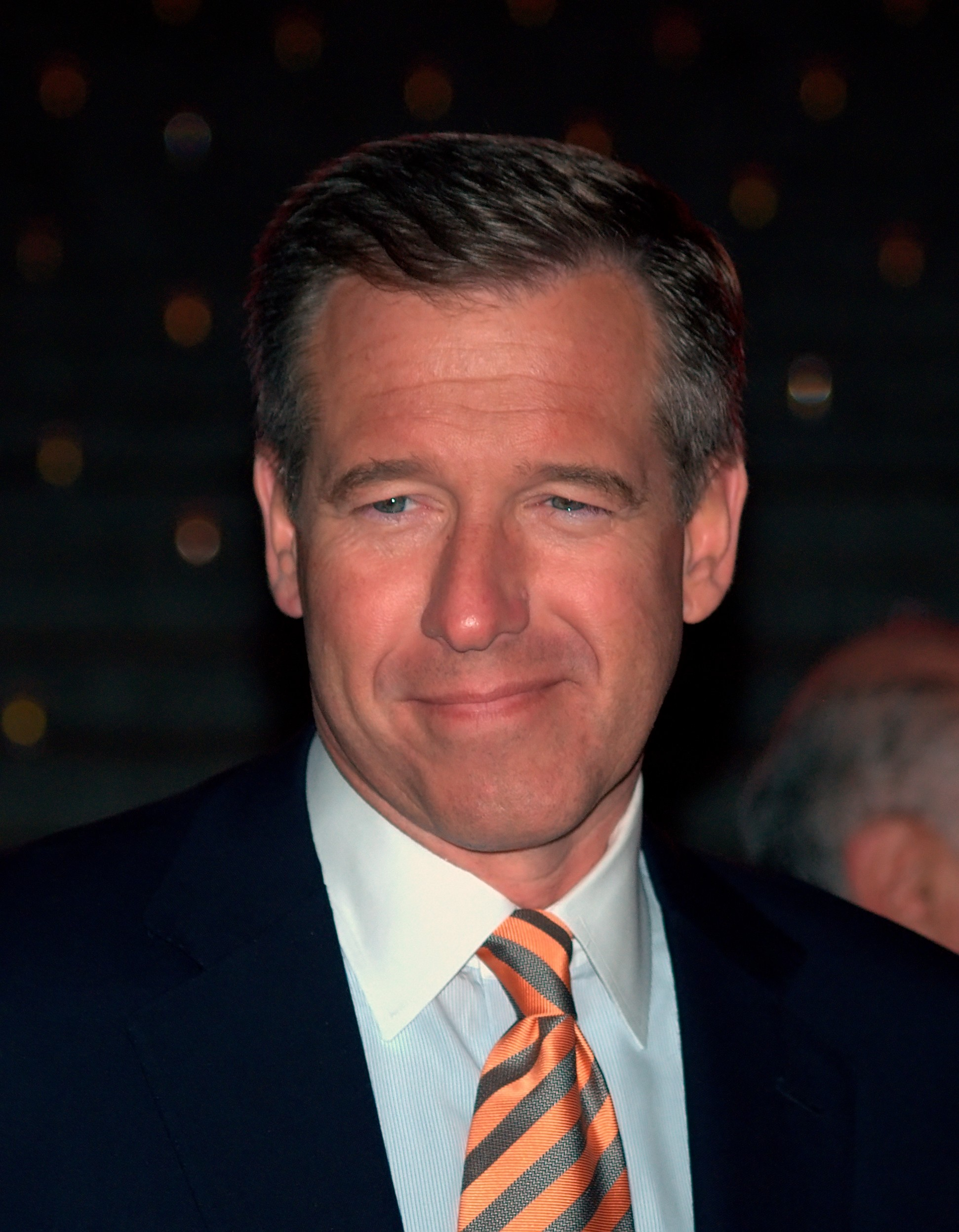
O apresentador de telejornal Brian Williams foi referenciado em "The Head and the Hair".

### Análises da crítica

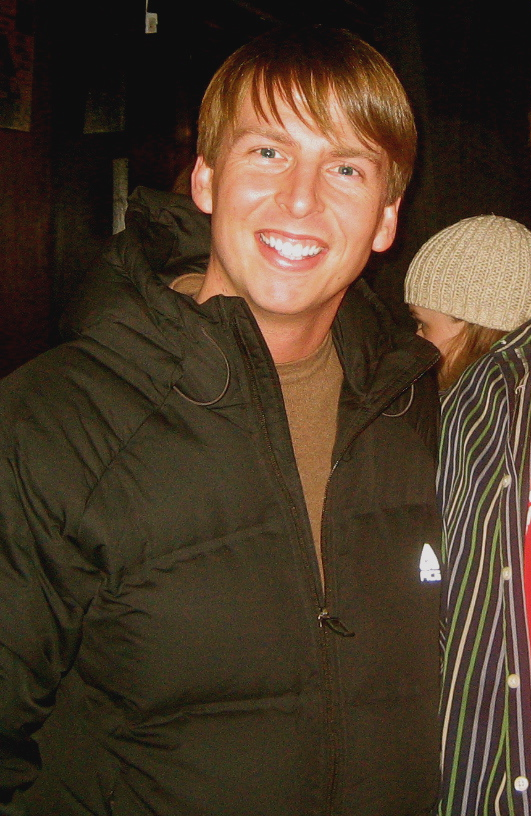
O actor Jack McBrayer foi bastante elogiado tanto pelo seu desempenho como pela trama da sua personagem.